# Ayurakitia griffithi
Ayurakitia griffithi är en tvåvingeart som beskrevs av Thurman 1954. Ayurakitia griffithi ingår i släktet Ayurakitia och familjen stickmyggor.
Artens utbredningsområde är Thailand. Inga underarter finns listade i Catalogue of Life.